# Gregor Berden
Gregor Berden (* um 1951) ist ein slowenischer Badmintonspieler.

## Karriere
Gregor Berden gewann nach sechs Juniorentiteln noch als Junior 1970 seinen ersten nationalen Titel bei den Erwachsenen in Slowenien. Mehr als zwei Dutzend weitere Meisterschaftsgewinne folgten bis 1987. Außerhalb seiner Heimat war er bei den Austrian International, den Czechoslovakian International, den French Open und den Hungarian International erfolgreich. 1977, 1980 und 1983 nahm er an den Badminton-Weltmeisterschaften teil.

## Sportliche Erfolge
| Saison | Veranstaltung                                 | Disziplin    | Platz | Name                            |
| ------ | --------------------------------------------- | ------------ | ----- | ------------------------------- |
| 1968   | Slowenien: Einzelmeisterschaften der Junioren | Herreneinzel | 1     | Gregor Berden                   |
| 1968   | Slowenien: Einzelmeisterschaften der Junioren | Mixed        | 1     | Gregor Berden / Lučka Križman   |
| 1969   | Slowenien: Einzelmeisterschaften der Junioren | Herreneinzel | 1     | Gregor Berden                   |
| 1969   | Slowenien: Einzelmeisterschaften der Junioren | Mixed        | 1     | Gregor Berden / Lučka Križman   |
| 1970   | Slowenien: Einzelmeisterschaften              | Mixed        | 1     | Gregor Berden / Vita Bohinc     |
| 1970   | Slowenien: Einzelmeisterschaften              | Herreneinzel | 1     | Gregor Berden                   |
| 1970   | Slowenien: Einzelmeisterschaften der Junioren | Herreneinzel | 1     | Gregor Berden                   |
| 1970   | Slowenien: Einzelmeisterschaften der Junioren | Mixed        | 1     | Gregor Berden / Lučka Križman   |
| 1970   | Slowenien: Einzelmeisterschaften              | Herrendoppel | 1     | Gregor Berden / Slavko Županič  |
| 1971   | Slowenien: Einzelmeisterschaften              | Herrendoppel | 1     | Gregor Berden / Slavko Županič  |
| 1971   | Slowenien: Einzelmeisterschaften              | Mixed        | 1     | Gregor Berden / Marta Amf       |
| 1971   | Slowenien: Einzelmeisterschaften              | Herreneinzel | 1     | Gregor Berden                   |
| 1972   | Slowenien: Einzelmeisterschaften              | Mixed        | 1     | Gregor Berden / Marta Amf       |
| 1972   | Slowenien: Einzelmeisterschaften              | Herrendoppel | 1     | Gregor Berden / Slavko Županič  |
| 1973   | Slovenian International                       | Herrendoppel | 1     | Gregor Berden / Stane Koprivšek |
| 1973   | Slovenian International                       | Mixed        | 1     | Gregor Berden / Marta Amf       |
| 1973   | Austrian International                        | Herreneinzel | 1     | Gregor Berden                   |
| 1973   | Austrian International                        | Herrendoppel | 1     | Gregor Berden / Stane Koprivšek |
| 1974   | Hungarian International                       | Herrendoppel | 1     | Gregor Berden / Stane Koprivšek |
| 1974   | Slowenien: Einzelmeisterschaften              | Mixed        | 1     | Gregor Berden / Marta Amf       |
| 1974   | Slovenian International                       | Mixed        | 1     | Gregor Berden / Marta Amf       |
| 1974   | Slowenien: Einzelmeisterschaften              | Herreneinzel | 1     | Gregor Berden                   |
| 1974   | Slovenian International                       | Herrendoppel | 1     | Gregor Berden / Stane Koprivšek |
| 1974   | Austrian International                        | Herreneinzel | 1     | Gregor Berden                   |
| 1975   | Slovenian International                       | Herrendoppel | 1     | Gregor Berden / Slavko Županič  |
| 1975   | Slowenien: Einzelmeisterschaften              | Herreneinzel | 1     | Gregor Berden                   |
| 1975   | Austrian International                        | Herrendoppel | 1     | Gregor Berden / Stane Koprivšek |
| 1975   | Slowenien: Einzelmeisterschaften              | Mixed        | 1     | Gregor Berden / Marta Amf       |
| 1976   | Slowenien: Einzelmeisterschaften              | Herreneinzel | 1     | Gregor Berden                   |
| 1976   | Slowenien: Einzelmeisterschaften              | Mixed        | 1     | Gregor Berden / Marta Amf       |
| 1976   | Slovenian International                       | Herreneinzel | 1     | Gregor Berden                   |
| 1976   | Czechoslovakian International                 | Herrendoppel | 5     | Gregor Berden / Stane Koprivšek |
| 1976   | Slovenian International                       | Mixed        | 1     | Gregor Berden / Marta Amf       |
| 1977   | Weltmeisterschaft                             | Herrendoppel | 17    | Gregor Berden / Stane Koprivšek |
| 1977   | Slowenien: Einzelmeisterschaften              | Mixed        | 1     | Gregor Berden / Marta Amf       |
| 1977   | Slowenien: Einzelmeisterschaften              | Herreneinzel | 1     | Gregor Berden                   |
| 1978   | French Open                                   | Herreneinzel | 1     | Gregor Berden                   |
| 1979   | Slowenien: Einzelmeisterschaften              | Mixed        | 1     | Gregor Berden / Marta Kovač     |
| 1979   | Slowenien: Einzelmeisterschaften              | Herreneinzel | 1     | Gregor Berden                   |
| 1980   | Weltmeisterschaft                             | Herrendoppel | 17    | Gregor Berden / Stane Koprivšek |
| 1981   | Slowenien: Einzelmeisterschaften              | Herrendoppel | 1     | Gregor Berden / Miha Vilar      |
| 1981   | Slowenien: Einzelmeisterschaften              | Herreneinzel | 1     | Gregor Berden                   |
| 1981   | Slowenien: Einzelmeisterschaften              | Mixed        | 1     | Gregor Berden / Marta Kovač     |
| 1982   | Slowenien: Einzelmeisterschaften              | Mixed        | 1     | Gregor Berden / Marta Kovač     |
| 1983   | Slowenien: Einzelmeisterschaften              | Mixed        | 1     | Gregor Berden / Marta Kovač     |
| 1983   | Slowenien: Einzelmeisterschaften              | Herrendoppel | 1     | Gregor Berden / Miha Vilar      |
| 1983   | Weltmeisterschaft                             | Herrendoppel | 17    | Gregor Berden / Jerzy Dołhan    |
| 1984   | Slowenien: Einzelmeisterschaften              | Herrendoppel | 1     | Gregor Berden / Miha Vilar      |
| 1987   | Slowenien: Einzelmeisterschaften              | Mixed        | 1     | Gregor Berden / Marta Kovač     |